# Mladen Kutschew
Mladen Welitschkow Kutschew  (bulgarisch Младен Величков Кучев; * 29. Januar 1947 in Zgalewo) ist ein ehemaliger bulgarischer Gewichtheber.

## Biografie
Mladen Kutschew konnte bei fünf verschiedenen Teilnahmen bei den Weltmeisterschaften vier Gold-, fünf Silber- und zwei Bronzemedaillen gewinnen. Des Weiteren wurde Kutschew acht Mal Europameister.
Bei seiner ersten Olympiateilnahme 1968 in Mexiko-Stadt belegte er den neunten Rang. Bei den Olympischen Sommerspielen 1972 in München trat er im Leichtgewicht an und gewann die Silbermedaille.